# Кадук чорногорлий
Кадук чорногорлий (Epinecrophylla ornata) — вид горобцеподібних птахів родини сорокушових (Thamnophilidae). Мешкає в Південній Америці.

## Опис
Довжина птаха становить 10-11 см. У самців голова, шия і нижня частина тіла сірі, горло чорне, хвіст і крила чорнуваті, покривні пера крил мають білі кінчики. Спина і надхвістя руді, у південних підвидів сірі або сірувато-коричневі. Самиці мають подібне забарвлення, однак горло у них плямисте, чорно-біле, надхвістя охристе. Спів — серія пронизливих посвистів, які стають все нижчими і швидшими.

## Підвиди
Виділяють п'ять підвидів:
- E. o. ornata (Sclater, PL, 1853) — передігр'я Анд в центральній Колумбії (Мета);
- E. o. saturata (Chapman, 1923) — південь центральної Колумбії (схід Нариньйо, схід Кауки, Путумайо), схід Еквадору і північний схід Перу (на північ від Мараньйону, на захід від Напо);
- E. o. atrogularis (Taczanowski, 1874) — схід центрального Перу (від Сан-Мартіна на південь до Аякучо і Куско, на південь до Укаялі) і крайній південний захід Бразильської Амазонії (крайній південний захід Амазонасу, захід Акрі);
- E. o. meridionalis (Zimmer, JT, 1932) — південний схід Перу (Мадре-де-Дьйос, Пуно), західна Бразилія (Акрі) і північно-західна Болівія (Пандо, Ла-Пас, Кочабамба);
- E. o. hoffmannsi (Hellmayr, 1906) — південний схід Бразильської Амазонії (на схід від Мадейри, в Рондонії, західному і північному Мату-Гросу і в Парі на захід від Токантінса).

## Поширення і екологія
Чорногорлі кадуки мешкають в Колумбії, Еквадорі, Перу, Болівії і Бразилії. Вони живуть в підліску вологих рівнинних, заболочених і гірських тропічних лісів, серед ліан і бамбукових заростей. Зустрічаються на висоті до 1400 м над рівнем моря. Живляться комахами і павуками, яких шукають серед пожухлого листя.